# Bruno Tuukkanen
Pour les articles homonymes, voir Tuukkanen.
Bruno Tuukkanen (né le 11 novembre 1891 à Viipuri – décédé le 25 février 1979 à Helsinki) est un artiste peintre finlandais
,.

## Carrière
En 1906–1908, Bruno Tuukkanen étudie à l'école de dessin des amis de l'Art de Viipuri.
En 1908–1912, il étudie à la Konstfack de Stockholm puis en 1913 à l'école gratuite des arts appliqués (de) de Munich.

## Œuvres

### Vitraux
- Tour ronde, Vyborg[3]
- Théâtre de Viipuri, Vyborg[3]
- Mausolée Juselius, Pori
- Chapelle Alfred Kordelin, Rauma
- Bâtiment de la Société de littérature finnoise, Helsinki
- Suomussalmi, fresque de l'autel et vitraux de la chapelle
- Église de Jyväskylä, voûte du chœur et vitraux, Jyväskylä
- Église de Siilinjärvi, Siilinjärvi
- Cathédrale d'Oulu, Oulu
- Église de Loviisa, Loviisa
- Église de Maarianhamina, Maarianhamina
- Maison paroissiale, Kotka

### Décorations murales
- Mairie de Kotka, mosaïques en marbre, Kotka
- Eduskuntatalo, peintures murales, Helsinki
- Église Mikael Agricola, Helsinki
- Église de Käpylä, Helsinki
- Privatbanken, Helsinki
- Église de Lammi, Hämeenlinna

## Prix
- Grand prix de l'Exposition universelle de 1937, Paris
- A. Kordelinin Kalevala-palkinto 1977
- Médaille Pro Finlandia, 1955
- Ordre national de la Légion d'honneur

## Galerie

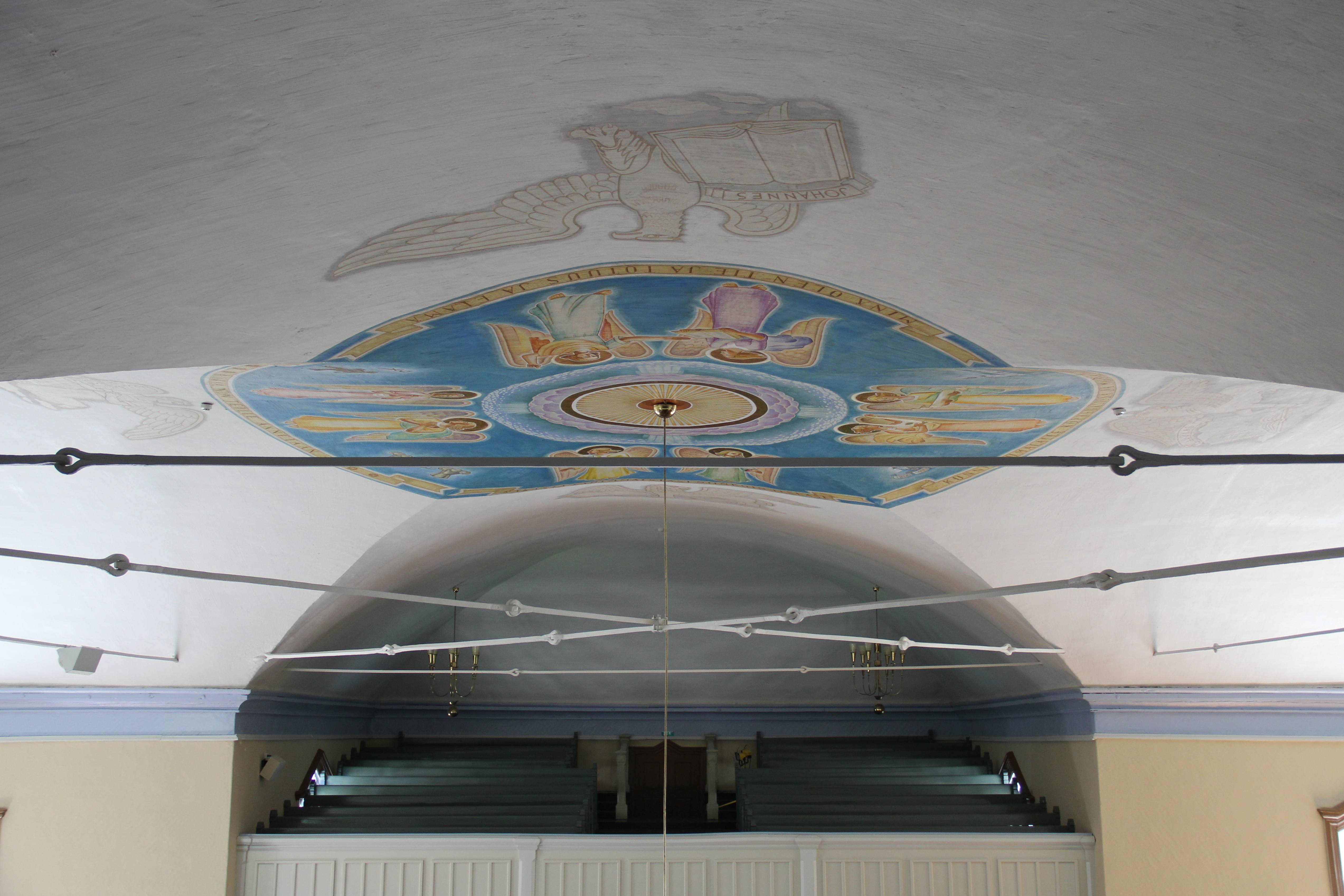
Les quatre évangélistes, église d'Urjala.